# Apate substriata
Apate substriata là một loài bọ cánh cứng trong họ Bostrichidae. Loài này được Gysselen in Dejean miêu tả khoa học năm 1833.